# ファー・フロム・ザ・サン
『ファー・フロム・ザ・サン』（Far from the Sun）は、フィンランドのヘヴィメタル・バンド、アモルフィスが2003年に発表した6作目のスタジオ・アルバム。2004年8月にはボーカリストのパシ・コスキネンがバンドを脱退し、結果的にコスキネン在籍時としては最後のスタジオ・アルバムとなった。

## 背景
ペッカ・カサリの脱退に伴い、オリジナル・ドラマーのヤン・レックベルガーが復帰した。ギタリストのエサ・ホロパイネンは、本作の音楽性に関して「以前よりもヘヴィで、ギターがドライヴしたバンド指向のアルバム」と説明している。
日本初回盤(VJCP-68565)ボーナス・トラック「ダークルームス」は、ヨーロッパではシングル「デイ・オブ・ユア・ビリーフス」のカップリング曲として発表された。また、2008年にニュークリア・ブラストから発売された再発CDには、ボーナス・トラック5曲と「イーヴル・インサイド」のミュージック・ビデオが収録されている。

## 反響・評価
母国フィンランドでは、2003年第22週のアルバム・チャートで初登場7位となり、4週連続でトップ40入りした。また、本作からの先行シングル「デイ・オブ・ユア・ビリーフス」はフィンランドのシングル・チャートで3位に達し、続く「イーヴル・インサイド」は20位を記録した。
Wade Kerganはオールミュージックにおいて5点満点中3点を付け「『アム・ユニヴァーサム』が余りにも甘くジャジーに感じた聴き手にとって、比較的簡素にロックした『ファー・フロム・ザ・サン』は喜ばしいことだろう」と評している。

## 収録曲
全曲とも作詞がパシ・コスキネン、作曲がアモルフィスによる。
1. デイ・オブ・ユア・ビリーフス - Day of Your Beliefs – 5:04
2. プラネタリー・ミスフォーチュン - Planetary Misfortune – 4:27
3. イーヴル・インサイド - Evil Inside – 3:57
4. モーニング・ソイル - Mourning Soil – 3:47
5. ファー・フロム・ザ・サン - Far from the Sun – 4:00
6. イーサリアル・ソリチュード - Ethereal Solitude – 4:30
7. キリング・グッドネス - Killing Goodness – 3:55
8. ゴッド・オブ・デセプション - God of Deception – 3:38
9. ハイアー・グラウンド - Higher Ground – 5:39
10. スミザリーンズ - Smithereens – 4:51

### 日本初回盤ボーナス・トラック
1. ダークルームス - Darkrooms – 3:23

### 2008年再発盤ボーナス・トラック
1. シャイニング・ターンズ・トゥ・グレイ - Shining Turns to Gray – 2:58
2. フォロウ・ミー・イントゥ・ザ・ファイア - Follow Me Into the Fire – 5:26
3. ダークルームス - Darkrooms – 3:23
4. ドリームス・オブ・ザ・ダムド - Dreams of the Damned – 4:48
5. ファー・フロム・ザ・サン（アコースティック・ヴァージョン） - Far from the Sun (Acoustic Version) – 4:20

## 参加ミュージシャン
- パシ・コスキネン - ボーカル
- エサ・ホロパイネン - リードギター
- トミ・コイヴサーリ - リズムギター
- サンテリ・カリオ - キーボード
- ニクラス・エテレヴォリ - ベース
- ヤン・レックベルガー - ドラムス

アディショナル・ミュージシャン
- Sveaborg Boys' Choir - バッキング・ボーカル